# Bivacco Bonelli
Il bivacco Roberto Bonelli è un bivacco situato nel comune di Acceglio, in alta valle Maira, nelle alpi Cozie, ad una quota di 2.330 m s.l.m.

## Storia
Il bivacco, edificato per iniziativa privata, fu inaugurato nel 1987.

## Caratteristiche e informazioni
Il bivacco sorge sulle sponde del  lago di Apzoi (o "di Apsoi"), in comune di Acceglio. È una struttura in legno, con tetto a due falde, dotata di impianto elettrico alimentato da pannelli fotovoltaici. Benché sempre accessibile, è chiuso a chiave; le chiavi si possono ritirare presso il bar Ciarbonet di Ponte Maira.

## Accessi
La via d'accesso più diretta è dalle sorgenti del Maira, lungo il sentiero S13.

## Ascensioni
- Punta Villadel
- Cima delle Manse

## Traversate
- al posto tappa GTA di Chialvetta attraverso il colle di Enchiausa o il colletto del Vallonasso
- al rifugio Campo Base a Chiappera

Il bivacco si trova sul percorso del sentiero Roberto Cavallero, del quale costituisce il punto d'appoggio per il pernottamento tra la seconda e la terza tappa. Mediante questo sentiero, è possibile la traversata da e verso i punti tappa attigui, ovvero il bivacco Barenghi ed il bivacco Enrico e Mario.
Si trova inoltre sul percorso del sentiero Pier Giorgio Frassati della valle Maira, un percorso ad anello con origine alle sorgenti del Maira.

## Altri motivi d'interesse
Nei pressi del bivacco sorgono i resti di alcune opere del Vallo Alpino del Littorio. Si tratta delle opere dei centri del Passo della Cavalla e delle Munie, costituiti da alcune casermette della Guardia alla Frontiera e da diversi malloppi di opere difensive (postazioni per mitragliatrice e cannone anticarro), in gran parte demoliti dopo la seconda guerra mondiale.